# Veen
Veen – wieś położona nad rzeką Moza w holenderskiej prowincji Brabancja Północna w gminie Aalburg. Wieś ma 2469 mieszkańców (2010).

## Zabytki
- Młyn de Hoop z 1838
- Kościół Ewangelicko-Reformowany z XIII lub XIV wieku.